# ليلى فرسخ
ليلى فرسخ (ولدت عام 1967 في الأردن) هي باحثة فلسطينية في مجال الإقتصاد السياسي. تعمل كأستاذ مشارك في العلوم السياسية  بجامعة ماساتشوستس في بوسطن. تخصصت ليلى في مجالات سياسات الشرق الأوسط والسياسية المقارنة والسياسة في الصراع العربي الإسرائيلي. حصلت على ماجستير من جامعة كامبريدج في إنجلترا عام 1990، كما حصلت على دكتوراه من جامعة لندن عام 2003. أجرت بحثا بعد حصولها على درجة الدكتوراه في مركز هارفارد لدراسات الشرق الأوسط.  تابعت أبحاثها في مركز الدراسات الدولية في معهد ماساتشوستس للتكنولوجيا.
عملت مع عدد من المنظمات منها منظمة التعاون الاقتصادي والتنمية في باريس في الفترة من عام 1993 إلى عام 1996، ومعهد أبحاث السياسات الاقتصادية الفلسطيني في رام الله في الفترة من عام 1998 إلى عام 1999.
في عام 2001، حصلت ليلى على جائزة السلام والعدالة من لجنة كامبريدج للسلام في كامبريدج، ماساتشوستس.
ليلى هي المدير المشارك في مشروع القدس عام 2050، وهو مشروع لحل المشاكل برعاية مشتركة من قسم الدراسات والتخطيط الحضري في معهد ماساتشوستس للتكنولوجيا، ومركز الدراسات الدولية.
كتبت على نطاق واسع حول القضايا المتعلقة بالاقتصاد الفلسطيني وعملية السلام في أوسلو والهجرة الدولية والتكامل الإقليمي. وهي عضو في منظمة تدعى "مقاومة"، وهي منظمة غير حكومية أسست عام 1967 لتوفير المال والدعم اللازم للحركات الشعبية الداعية إلى التغيير الاجتماعي.

## لقاء صحفي
- «تدهور الاقتصاد السياسي لفلسطين: لقاء صحفي مع ليلى فرسخ.» لقاء أجراه الصحفي الأمريكي شاول لانداو في «نقاش ساخن» في راديو كال بولي بومونا في 15 مارس عام 2004 .

## الأعمال المنشورة
- السيرة الذاتية لليلى فرسخ. نسخة محفوظة 28 يونيو 2018 على موقع واي باك مشين.

## بعض كتبها
- «هجرة الأيدي العاملة من فلسطين إلى إسرائيل: العمل والأرض والاحتلال». (نشر بواسطة مجموعة تايلور و فرانسيس في إنجلترا عام 2005، ردمك 3-33356-415-0 ).[4]
- «في ذكري النكسة، نستحضر النكبة». (نشر في مجلة دراسات الشرق الأوسط الإلكترونية، معهد ماساتشوستس للتكنولوجيا في بوسطن، في ربيع عام 2008).
- «استراتيجيات التنمية، والعمالة، والهجرة الدولية». شاركت في كتابته مع ديفيد أوكونور. (نشر بواسطة مركز تطوير المنشورات بمنظمة التعاون الإقتصادي و التنمية في باريس عام 1996).
- «العمالة الفلسطينية في إسرائيل: 1967 – 1997  ». (نشر عام 1998).

## بعض مقالاتها
- «حل الدولة الواحدة والصراع الإسرائيلي الفلسطيني: التحديات والآفاق الفلسطينية». (نشر في صحيفة الشرق الأوسط، مجلد 64 رقم 1، ص 20-45، في شتاء عام 2011).
- «مقدمة – إشراك الإسلام: النسوية والتدين والتحديات الذاتية». شاركت في كتابته مع الكاتبة إلورا تشودري والكاتبة راجيني سريكانث. (نشر في المجلة الدولية النسوية السياسية، مجلد 10 رقم 4، ص 439-454، في ديسمبر عام 2008).
- «إرث من وعد للمسلمين» . شاركت في كتابته مع الكاتبة إلورا تشودري. (نشر في صحيفة بوسطن غلوب الأمريكية، في 11 سبتمبر عام 2007).
- «عبارة: وطن واحد، دولة واحدة» . شاركت في كتابته مع آخرين. (نشر في موقع " الانتفاضة الإلكترونية " ، في 7 يوليو عام 2007).
- «حان وقت الدولة ثنائية القومية» . (نشر في صحيفة لوموند ديبلوماتيك الفرنسية في مارس عام 2007، كما نشر أيضا في موقع " الانتفاضة الإلكترونية " في 20 مارس عام 2007).
- «السياسات الاقتصادية للاحتلال الإسرائيلي: ما شأن الاستعمار حيال ذلك؟» . نشر عام 2006 .
- «الاستقلال أو الكانتونات أو البانتوستانات: الدولة الفلسطينية إلى أين؟» نسخة محفوظة 3 مارس 2016 على موقع واي باك مشين. . (نشر في صحيفة الشرق الأوسط، مجلد 59 رقم 2، في ربيع عام 2005).
- «السياسات الاقتصاية للتغيير الزراعي في الضفة الغربية وقطاع غزة» . (نشر بواسطة مركز روبرت شومان للدراسات المتقدمة، معهد الجامعة الأوروبية، في عام 2004).
- «إسرائيل: دولة تمييز عنصري؟» (نشر في صحيفة لوموند ديبلوماتك الفرنسية، في نوفمبر عام 2003).
- «تدفقات العمال الفلسطينيين إلى إسرائيل: قصة منتهية؟». (نشر في مجلة الدراسات الفلسطينية، العدد رقم 125، في خريف عام 2002).
- «الاقتصاد الفلسطيني وعملية أوسلو للسلام» . (نشر بواسطة معهد البحوث العربية " تاري "، في عام 2001).
- «الجدوى الاقتصادية من دولة فلسطينية في الضفة الغربية وقطاع غزة: هل من الممكن من دون سيادة وتكامل إقليمي؟» . (نشر في الصحيفة الإلكترونية لدراسات الشرق الأوسط، معهد ماساتشوستس للتكنولوجيا، في مايو عام 2001).
- «تحت الحصار: الإغلاق، والفصل، والاقتصاد الفلسطيني» . (نشر بواسطة موقع «مشروع الشرق الأوسط للأبحاث والمعلومات» رقم 217، في شتاء عام 2000).

## المحاضرات العامة
- «ملاحظات على التمثيل: إسرائيل والتمييز العنصري». في مركز دراسات الشرق الأوسط بجامعة هارفارد، 16 مارس عام 2007 .
- " ما وراء التمييز العنصري في إسرائيل \ فلسطين : الواقع على الأرض و الدروس المستفادة من جنوب أفريقيا " . في جامعة نورث إيسترن في بوسطن، 19 نوفمبر عام  2006.[5]
- «تدفق العمال الفلسطينيين إلى إسرائيل: هل انتهي الأمر؟». في مركز دراسات الشرق الأوسط بجامعة هارفارد، 19 فبراير عام 2002.[6]
- «المنظور الفلسطيني». محاضرة تشوميسكي حول أزمات الشرق الأوسط في 14 ديسمبر عام 2000 .